# Klaus Hutterer
Klaus Hutterer (* 27. April 1942 in Amstetten; † 8. Oktober 2018 in Bruck an der Mur) war ein österreichischer Politiker (SPÖ) und Techniker. Hutterer war von 1987 bis 1990 Abgeordneter zum Nationalrat.

## Leben
Hutterer besuchte nach der Volksschule das Bundesrealgymnasium Amstetten. Nach der Matura studierte er an der Montanuniversität Leoben und schloss sein Grundstudium 1968 mit dem akademischen Grad Dipl.-Ing. ab. 1975 promovierte er zum Doktor. Hutterer arbeitete ab 1968 bei der Firma Böhler und wurde 1972 zum Abteilungsleiter befördert. 
Hutterer war ab 1973 Mitglied der Stadtparteileitung der SPÖ-Kapfenberg und wurde 1975 zum Stadtrat gewählt. Er war zudem ab 1977 als freigestellter Betriebsratsvorsitzender bei Böhler Kapfenberg aktiv und fungierte ab 1979 als Kammerrat der Kammer für Arbeiter und Angestellte Steiermark. Zudem war er Vorsitzender der sozialistischen Fraktion der Gewerkschaft der Privatangestellten Steiermark und ab 1986 Vorsitzender dieser Gewerkschaft. Hutterer vertrat die SPÖ zwischen dem 17. Dezember 1987 und dem 4. November 1990 im Nationalrat.